# USS Bateleur (AMc-37)
USS Bateleur (AMc-37) – trałowiec typu Accentor. Pełnił służbę w United States Navy w czasie II wojny światowej.
Jego stępkę położono 21 stycznia 1941 w Ipswich (Massachusetts). Zwodowano go 12 maja 1941. Wyposażany w Boston Navy Yard. Wszedł do służby 18 sierpnia 1941.
W czasie wojny pełnił służbę na Atlantyku w pobliżu wschodniego wybrzeża USA.
Wycofany ze służby 15 listopada 1945. Skreślony z listy jednostek floty 28 listopada 1945. Sprzedany 20 sierpnia 1947.